# Bambollaite
La bambollaite è un minerale.